# (6795) Örnsköldsvik
(6795) Örnsköldsvik, désignation internationale (6795) Ornskoldsvik, est un astéroïde de la ceinture principale.

## Description
(6795) Ornskoldsvik est un astéroïde de la ceinture principale. Il fut découvert le 17 mars 1993 à La Silla par le programme UESAC. Il présente une orbite caractérisée par un demi-grand axe de 2,64 UA, une excentricité de 0,12 et une inclinaison de 5,1° par rapport à l'écliptique.

## Compléments